# Landesregierung Winkler
Die Landesregierung Winkler unter Landeshauptmann Alois Winkler bildet die Salzburger Landesregierung zwischen 1918 und 1919 und bildete damit die Landesexekutive nach dem Ersten Weltkrieg. 

## Regierungsmitglieder 7. bis 29. November 1918
Nach dem Zusammenbruch Österreich-Ungarns konstituierte sich am 7. November 1918 die provisorische Salzburger Landesversammlung und wählte drei gleichberechtigte Präsidenten, Alois Winkler (CSP), Max Ott (Salzburger Bürgerklub, später GDVP) und Robert Preußler (SDAP), drei stellvertretende Präsidenten und acht Landesräte, die zusammen den Landesrat bildeten.  
| Amt           | Name                     | Partei                | Zuständigkeitsbereiche |
| ------------- | ------------------------ | --------------------- | ---------------------- |
| Präsident     | Alois Winkler            | CS                    |                        |
| Präsident     | Max Ott                  | Salzburger Bürgerklub |                        |
| Präsident     | Robert Preußler          | SDAP                  |                        |
| Vizepräsident | Johann Lackner           | CS                    |                        |
| Vizepräsident | Karl Irresberger         | DF                    |                        |
| Vizepräsident | Josef Breitenfelder      | SDAP                  |                        |
| Landesrat     | Bartholomäus Angelberger | CS                    |                        |
| Landesrat     | Daniel Etter             | CS                    |                        |
| Landesrat     | Alois Hölzl              | CS                    |                        |
| Landesrat     | Franz Rehrl              | CS                    |                        |
| Landesrat     | Wilhelm Schernthanner    | CS                    |                        |
| Landesrat     | Artur Stölzel            | DF                    |                        |
| Landesrat     | Hans Wagner              | DF                    |                        |
| Landesrat     | Josef Witternigg         | SDAP                  |                        |

## Regierungsmitglieder ab dem 29. November 1918
Nach dem Gesetz vom 14. November 1918 betreffend die Übernahme der Staatsgewalt in den Ländern musste jedoch die Bezeichnung „Landespräsident“ durch die Bezeichnung „Landeshauptmann“ ersetzt werden. Zudem mussten Landeshauptmann-Stellvertreter eingeführt werden und die zuvor gleichberechtigte Stellung der Landespräsidenten entfiel. In der Folge wurde die neue Landesregierung am 29. November 1918 gewählt, wobei Alois Winkler 33 von 34 abgegebenen Stimmen erhielt. Bei der Wahl der Landeshauptmannstellvertreter erhielten Ott und Preußler jeweils 37 von 37 abgegebenen Stimmen. Bei der Wahl der Landesräte wurden Johann Lackner, Wilhelm Schernthanner und Josef Witternigg mit jeweils 35 von 36 Stimmen gewählt, Franz Rehrl erhielt 35 Stimmen, Julius Haagn 32 Stimmen. Nach ihrer Wahl traten die Landesräte zusammen und wählten Artur Stölzel zum 3. Landeshauptmannstellvertreter.
| Amt                           | Name                  | Partei                | Zuständigkeitsbereiche                                                   |
| ----------------------------- | --------------------- | --------------------- | ------------------------------------------------------------------------ |
| Landeshauptmann               | Alois Winkler         | CS                    |                                                                          |
| Landeshauptmannstellvertreter | Max Ott               | Salzburger Bürgerklub |                                                                          |
| Landeshauptmannstellvertreter | Robert Preußler       | SDAP                  |                                                                          |
| Landeshauptmannstellvertreter | Artur Stölzel         | DF                    | Finanzen (§ 4 Abs. 3 StGBl. 24/1918), im Landesrat nicht stimmberechtigt |
| Landesrat                     | Johann Lackner        | CS                    |                                                                          |
| Landesrat                     | Daniel Etter          | CS                    |                                                                          |
| Landesrat                     | Julius Haagn          | DF                    |                                                                          |
| Landesrat                     | Wilhelm Schernthanner | CS                    |                                                                          |
| Landesrat                     | Josef Witternigg      | SDAP                  |                                                                          |